# Davisville (métro de Toronto)
Davisville est une station de la Ligne 1 Yonge-University de la ville de Toronto en Ontario au Canada. Elle est située au 1900 rue Yonge à la hauteur de Chaplin Crescent/Davisville Avenue.

## Situation sur le réseau
Établie en souterrain, la station Davisville de la ligne 1 Yonge-University, précède la station St. Clair, en direction du terminus Vaughan Metropolitan Centre, et elle est précédée par la station Eglinton, en direction du terminus Finch.

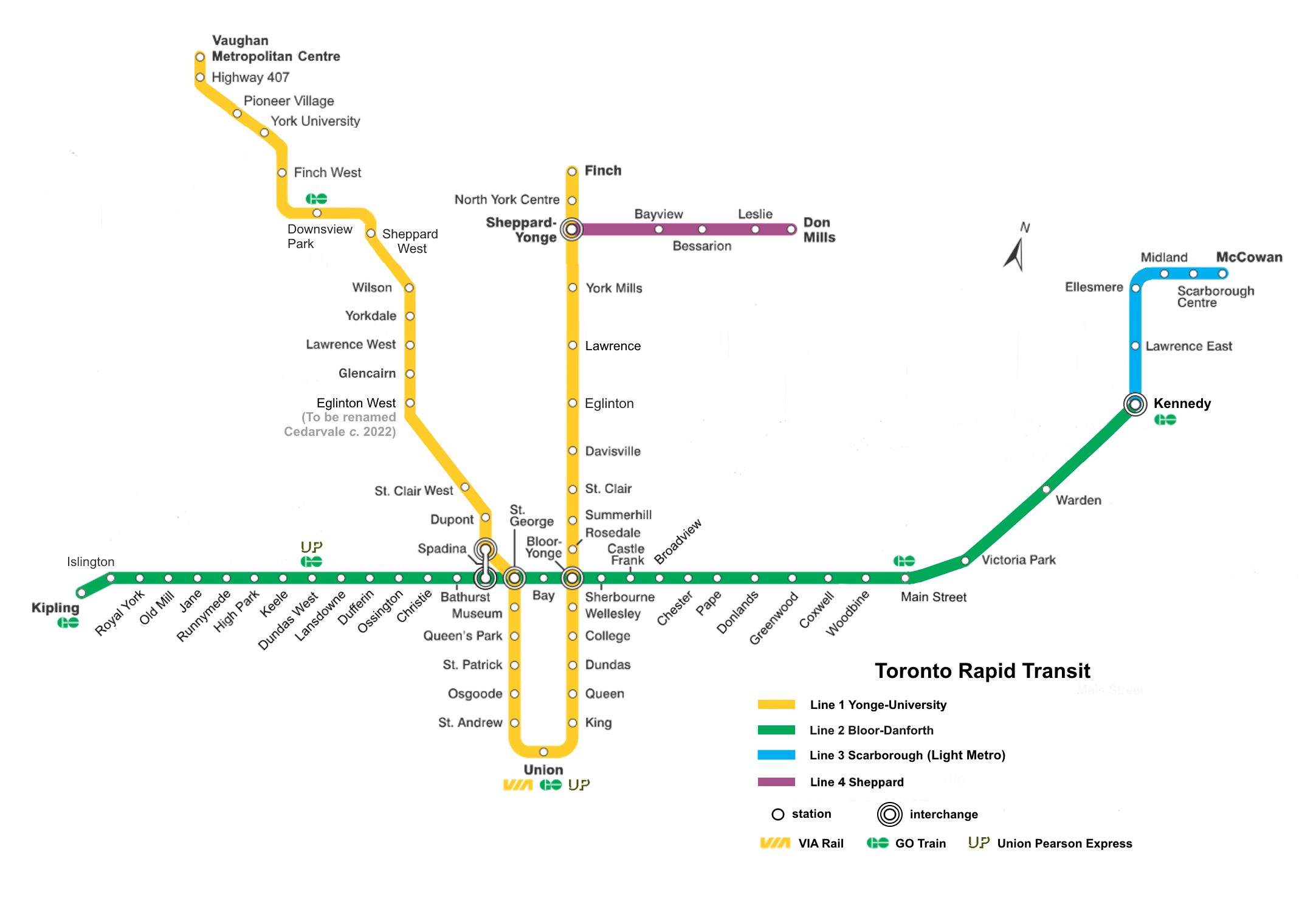
Plan du métro de Toronto (2018).

## Histoire
La station est mise en service le 30 mars 1954.

## Services aux voyageurs

### Intermodalité
Elle est desservie par des bus des lignes : 11 Bayview, 14 Glencairn, 28 Davisville et 97 Yonge.

## À proximité
- Cimetière Mount Pleasant
- Upper Canada College